# ستايسي آدامز
ستايسي آدامز (بالإنجليزية: Stacy Adams)‏ هو لاعب كرة قدم أمريكية أمريكي، ولد في 21 يونيو 1966 في غاري في الولايات المتحدة.